# Tomasz Piątek

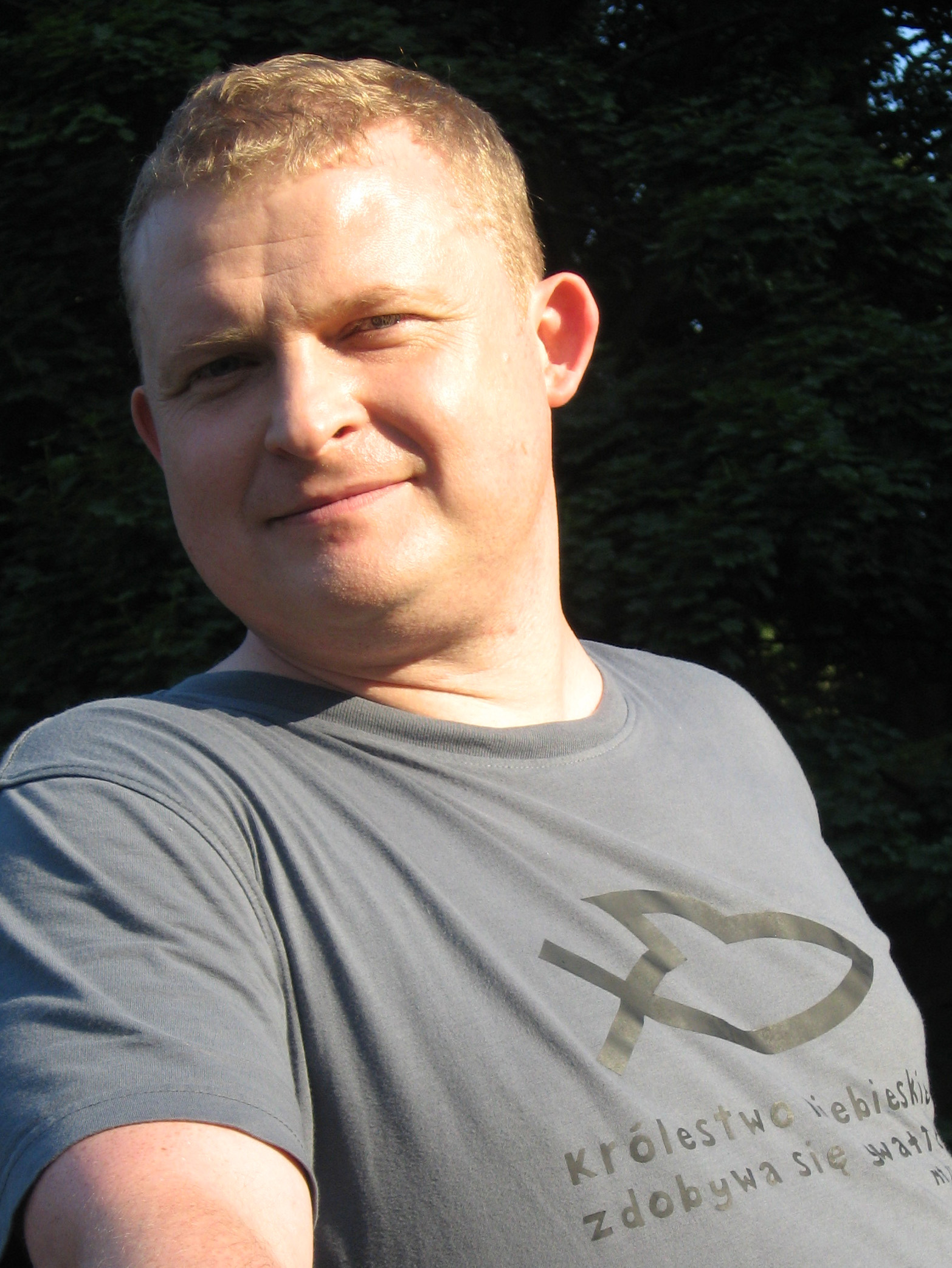
Tomasz Piątek (2008)

Tomasz Piątek (sinh ngày 16 tháng 3 năm 1974 tại Pruszków) là nhà văn và nhà báo người Ba Lan. Piątek là tác giả của một số cuốn sách và tiểu thuyết. Anh nhận Giải thưởng Tự do Báo chí năm 2017 từ tổ chức Phóng viên không biên giới, và Giải thưởng Tự do Truyền thông và Tương lai năm 2018 cho tác phẩm Macierewicz i jego tajemnic.

## Tác phẩm
- Heroina - 2002
- Kilka nocy pozadomem - 2002
- Żmije i krety - 2003
- Bagno - 2004
- Przypadek Justyny - 2004
- Szczury i rekiny - 2004
- Elfy i ludzie - 2004
- Dobrypan - 2005
- Nionio - 2005
- Blogosławiony wiek - 2006
- Pałac Ostrogskich - 2008
- Morderstwo w La Scali - 2009
- Wąż w kaplicy - 2010
- Antipapież - 2011
- Podręcznik dla klasy Pierwszej - 2011
- Miasto Ł - 2012
- Magdalene - 2014
- Kartoflada - 2016
- Macierewicz i jego tajemnice - 2017